# Uggeri (cognome)
Uggeri è un cognome di lingua italiana.

## Varianti
Augeri, Auggieri, Augieri, Oggeri, Oggero, Oggieri, Uccieri, Ucciero, Uggè, Uggero, Uggieri.

## Origine e diffusione
Il cognome è tipicamente centro-settentrionale.
Potrebbe derivare dal prenome Adalgari o Uggero, dal germanico audha, "possesso", e gaira, "lancia".
La variante Augeri è meridionale; Uccieri è napoletano; Oggero è centro-settentrionale; Uggè è lombardo.

## Persone
- Mario Uggeri, fumettista italiano